# Puente Ñilhue
El Puente Ñilhue está ubicado en la comuna Lo Barnechea, en la ciudad de Santiago, la capital de Chile. Cruza el río Mapocho y conecta con la ruta G-21 camino a Farellones. Recibe el nombre ñilhue por los cardos silvestres que crecen en el sector.
El puente se encuentra en el extremo norte de la sierra de Ramón, en la entrada al parque Puente Ñilhue. Está considerado como zona de protección ambiental por la institución Protege.

## Poblaciones más cercanas
Los sitios poblados más cercanos son:
- El Arrayán (8,1 km)
- Las Condes (20,4 km)
- Pueblo Lo Barnechea (21,9 km)
- La Ermita (27,2 km)
- Cometierra (27,2 km)
- Apoquindo (31,7 km)
- La Dehesa (34 km)
- Tollo (37,7 km)
- Corral Quemado (41,6 km)
- La Dehesa (42,3 km)
- Los Maitenes Altos (43,9 km)
- Los Maitenes (47,4 km)